# 瓦迪斯瓦夫·科西尼亚克-卡梅什

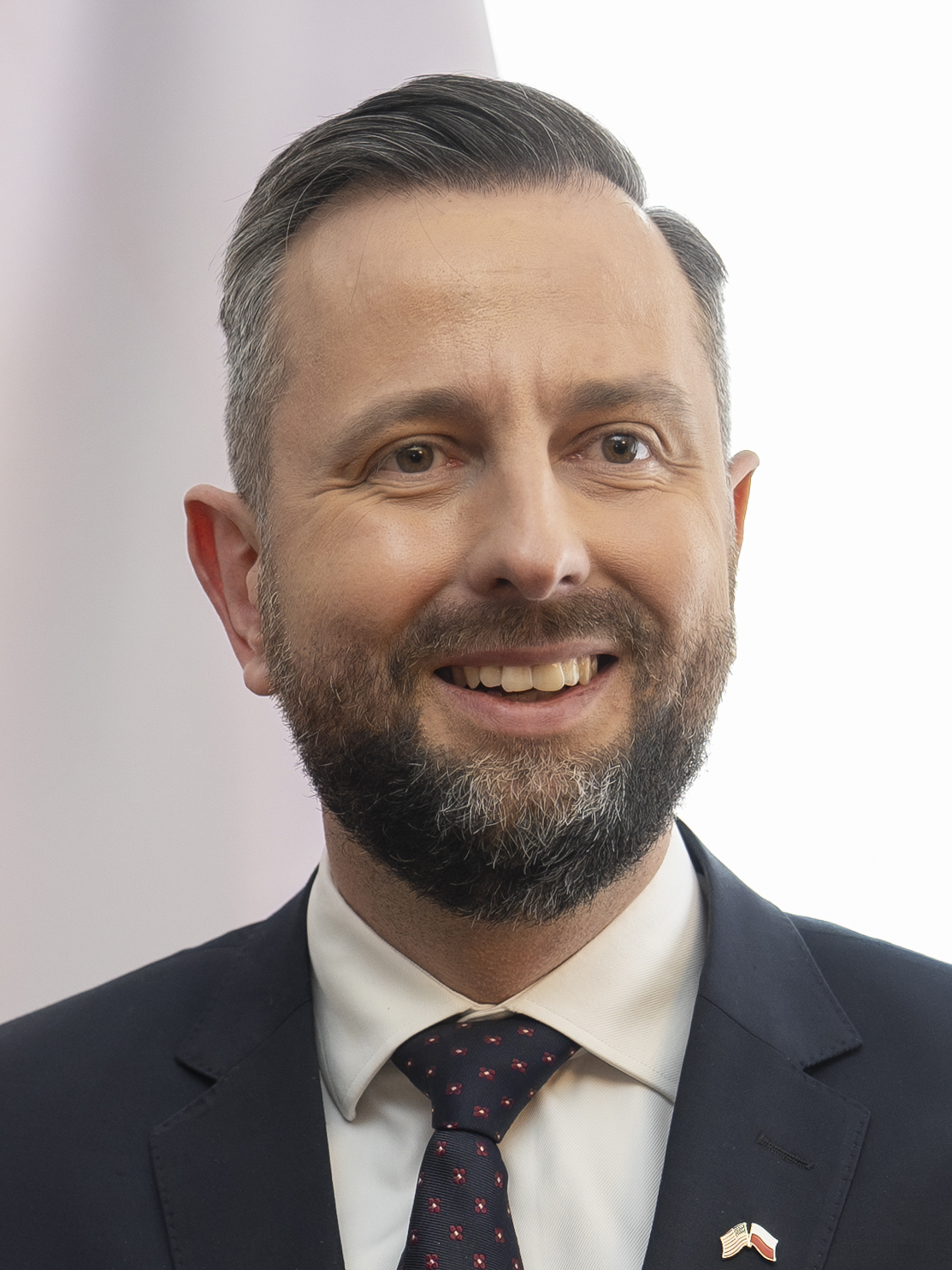
2025.

瓦迪斯瓦夫·科西尼亚克-卡梅什（波蘭語：Władysław Marcin Kosiniak-Kamysz，1981年8月10日—）波兰医生和政治家，自2023年起，他担任波兰副总理兼国防部长，自2015年起担任波兰人民党主席。2011 年至 2015 年，他担任唐纳德·图斯克和埃娃·科帕奇政府的劳工和社会事务部长。他是2020年总统候选人。